# Malaca
Malaca (Jawi: ملاك; malai: Melaka), conegut també com a Negeri Bersejarah (malai: estat històric) o Negeri Hang Tuah (estat Hang Tuah) és el segon estat més petit de Malàisia. És localitzat a la part meridional de la Península de Malàisia, a l'Estret de Malaca. La capital és Malaca.
Encara que Malaca és el genuí soldanat malai, avui dia no té soldà. En comptes, el cap d'estat és el Yang di-Pertua Negeri o Governador.

## Geografia
Malaca és a la costa sud-oest de la Península de Malàisia davant l'illa de Sumatra, i fa frontera amb els estats de Negeri Sembilan al nord i Johor a l'est.
Les principals ciutats de l'estat de Malaca són Malaca, Alor Gajah, Masjid Tanah, Jasin, Merlimau, Pulau Sebang i Ayer Keroh.

## Demografia
La població de Malaca el 2015 se situava en els 872.900 habitants, amb una composició de l'ordre de:
- 552.700 malais (63%);
- 215.000 xinesos (25%), inclosos els peranakan;
- 51.400 indis (6%), inclosos els chitty;
- 16.300 d'altres grups (2%), incloses minories com els temuan, autòctons de la península de Malaca o els kristang, grup ètnic amb arrels portugueses;
- 37.600 estrangers (4%).

## Història
El regne de Sri Vijaya es va fundar al segle VII i va dominar el comerç de Sumatra, la península Malaia i l'arxipèlag Riau-Lingga i altres illes del mar de la Xina Meridional. El regne es va afeblir el segle xii per la concurrència d'altres regnes i al segle xiv els javanesos (a partir de 1371) van aspirar al domini del sud-est de Sumatra. Vers 1390 un príncep de Palembang va intentar afermar la seva independència però fou derrotat pels javanesos. La ciutat de Malaca (Malaca, Melaka) hauria estat fundada vers 1400 per aquest príncep de Palembang i la primera referència històrica data de l'octubre de 1403, segons consta als arxius imperials xinesos de la dinastia Ming. L'emperador Yung Lo (1402-1424) va tenir notícies de Malaca a través d'enviats indis musulmans que visitaven Pequín. Es diu que la paraula voldria dir "reunir-se" perquè en poc temps d'hi havien establert moltes persones. Malaca va donar nom a l'estret de Malaca que separa la península Malaia de Sumatra. La fundació de Malaca pel príncep de Palembang es troba com a versió més antiga a la llegenda malaia Serajah Melayu (encara que la versió existent és del segle xvii està basada en altres més antigues avui perdudes) que diu que el príncep, anomenat Iskandar Shah, era descendent d'Alexandre el Gran (en malai Iskandar Zul Karnain); la segona referència a aquests fets és l'obra del portuguès Tomé Pires anomenada Suma Oriental, que va estar a la zona el 1509. Pires esmenta al príncep de Palembang, Parameavara, que va resistir als javanesos i va haver de fugir a Singapur on va matar el cap local, vassall d'Ayudhia, ocupant el seu lloc. Fou atacat pels tailandesos al cap de cinc anys i va haver de fugir a Muar; anava sempre acompanyat d'una comunitat de fidels coneguda com els orang laut, un poble de mar, que es va establir al nord de la costa de Muar, a la desembocadura del riu Malaca, remuntant el qual van descobrir una agradable regió i van convèncer a Parameavara d'establir-s'hi. Segons Pires Parameavara va fundar Malaca que vol dir "Fugitiu amagat". La cronologia dels primers prínceps varia força d'una font a l'altra i les tombes, on consten algunes dates, no són completes. La cronologia més acceptada és:
- Parameavara vers 1400-1414
- Megat Iskandar Shah 1414-1423 (fill)
- Sri Maharaja Sultan Muhammad Shah 1423-1444 (fill)
- Raja Ibrahim Sri Parameavara 1444-1446
- Raja Kasim Sultan Muzaffar Shah 1446-1459
- Raja Abd Allah Sultan Mansur Shah 1459-1477
- Sultan Ala al-Din Riayat Shah 1477-1488
- Sultan Mahmud Shah 1488-1528 (des de 1511 ja no resideix a Malaca)

Malaca es va destacar aviat pel seu comerç, superant a tots els ports de la zona, especialment Pasai i Aru a la costa nord-est de Sumatra, que eren els seus principals competidors. La seva situació a la costa d'uns estrets que havien de passar els vaixells que navegaven entre Xina i l'Índia la situaven en posició optima. El 1404 va rebre una gram ambaixada xinesa a la que va respondre enviant una ambaixada a la cort imperial. El 1406, 1419 i 1431 els tailandesos del regne d'Ayudhya van intentar sotmetre Malaca i cada vegada els sobirans d'aquesta van demanar ajut a la Xina que sempre va ordenar als atacants d'aturar-se. Fins a 1435 unes vint missions xineses van arribar a Malaca. Encara que després els contactes diplomàtics (no els comercials) es van aturar, els sultans entre 1446 i 1488 van demanar la investidura a l'emperador xinès si bé els sultans es consideraven vassalls nominals de Majapahit (a Java) amb el que sempre van tenir excel·lents relacions reforçades amb matrimonis i missions regulars.
Vers una data que no es coneix exactament (les opinions varien entre 1409 i 1436) el sultà Iskandar es va convertir a l'islam, segons Pires. Però com que a la seva llista manca un nom i allarga el regnat d'Iskandar, en realitat el que s'hauria convertit seria el tercer sultà Muhammad Shah, després del 1423 i abans del 1436. La Sejarah Melayu diu que fou aquest el sultà que es va convertir, i el Shah donat a Iskandar (típicament musulmà) seria pòstum o l'hauria agafat per prestigi sense canviar de religió; atribueix la conversió a una revelació divina, però Pires pensa que el port rival de Pasai, que era musulmà, atreia molts musulmans de l'Índia, i que el motiu fou doncs la competència. Pires diu que el sobirà (ell l'anomena Iskandar) es va convertir als 72 anys i es va casar amb una filla del sultà de Pasai; Muhammad Shah estava a la Xina el 1434 i va retornar el 1435 segurament estant al corrent que l'emperador havia decidit abandonar el comerç imperial cap a Malaia, i calia buscar doncs nous mercats pel port. En tot cas però l'islam era prestigiós i no comportava cap problema greu la conversió. A les monedes els sobirans apareixen amb el títol de sultà, xa; altres sobirans de la regió portaven el títol de raja, considerat per sota, fins i tot si eren musulmans.
Quan Tomé Pires va arribar a Malaca el 1509, va considerar la ciutat sense igual en tot el món i la població s'estimava en cent mil habitants; Pires diu que es parlaven 84 llengües i que hi havia 4000 comerciants estrangers; la ciutat s'estenia per 15 km un costat i a l'altre del riu. El grup principal eren els orang laut que dirigien la flota; alguns caps d'aquesta comunitat estava emparentat per matrimoni a la família reial, i diversos membres foren ministres o alts càrrecs.
El 1496 Malaca atacava Kelantan, vassall d'Ayudhya i el 1497 va arribar fins a Ligor. El príncep de Patani va acceptar la sobirania de Malaca i es va convertir a l'islam i el raja de Kedah va rebutjar la sobirania tailandesa. El 1500 els tailandesos van passar a l'ofensiva i van atacar Malaca sense èxit; un nou atac s'hauria produït vers el 1508 amb el mateix resultat. Els tailandesos es va haver d'acontentar a dominar els estats més al nord de la península Malaia.
El juliol de 1511 una flota portuguesa manada per Alfons d'Albuquerque atacava Malaca per establir un port com a base pel seu comerç en expansió a Àsia. El 10 d'agost de 1511 els portuguesos es van apoderar de la ciutat que després va constituir una dependència de Goa, a l'Índia Portuguesa. El sultà Mahmud Shah va demanar ajut a la Xina i va fugir abans de l'entrada dels portuguesos, refugiant-se a les illes i després a Johore a la península Malaia. Els malais de Malaca foren massacrats i els portuguesos es van suportar amb els hindús. Les mesquites i les tombes dels reis foren demolides per aconseguir pedra per construir la gran fortalesa que es va dir La Formosa, just al lloc de la gran mesquita del sultà Mansur. Els portuguesos van buscar un modus vivendi amb els veïns, el regne thai d'Ayudhia al nord i el javanès de Majapahit al sud. No obstant Malaca no va recuperar mai la seva grandesa comercial a causa de la corrupció i els drets elevats que es pagaven, i els musulmans van preferir dirigir-se a Atjeh. Alfonso de Albuquerque va abandonar Malaca el novembre de 1511 i van seguir una sèrie de capitans majors la llista dels quals és la següent:
- Rui de Brito Patalim 1511 - 1514
- Jorge de Albuquerque 1514 - 1515
- Jorge de Brito 1515 - 1517
- Nuno Vaz Pereira 1517 - 1518
- Aleixo de Meneses 1518
- Afonso Lopes da Costa 1518 - 1519
- Garcia de Sá 1519 - 1520
- Jorge de Albuquerque (segona vegada) 1521 - 1525
- Pero de Mascarenhas 1525 - 1526
- Jorge Cabral 1526 - 1528
- Pero Faria 1528 - 1529
- Garcia de Sá (segona vegada) 1529 - 1533
- Paulo da Gama 1533 - 1534
- Estêvão da Gama 1534 - 1539
- Pero Faria (segona vegada) 1539 - 1542
- Rui Vaz Pereira Marramaque 1542 - 1544
- Simão Botelho de Andrade 1544 - 1545
- Garcia de Sá (tercera vegada) 1545
- Simão de Melo de Magalhães 1545 - 1548
- Pedro da Silva da Gama 1548 - 1552
- Francisco Álvares 1552
- Álvaro de Ataíde da Gama 1552 - 1554
- António de Noronha 1554 - 1556
- João Pereira 1556 - 1557
- João de Mendonça 1557 - 1561
- Francisco de Eça 1561 - 1564
- Diogo de Meneses 1564 - 1567
- Leonis Pereira 1567 - 1570
- Francisco da Costa 1570 - 1573
- Francisco Henriques 1573 - 1574
- Tristão Vaz da Veiga 1574 - 1575
- Miguel de Castro 1575
- Aires de Saldanha 1576 - 1579
- João da Gama 1579- 1582
- Roque de Melo 1582 - 1585
- João da Silva Pereira 1585 - 1587
- João Ribeiro Gaio (interí) maig 1587 - febrer de 1588
- João da Silva Pereira (segona vegada) 1588
- Diogo Lobo 1588 - 1590
- Pero Lopes de Sousa 1590 - 1593
- Francisco da Silva de Meneses 1594 - 1597
- Martim Afonso de Melo 1597 - 1600
- Fernão de Albuquerque 1600 - 1603
- André Furtado de Mendonça 1603 - 1606
- António de Meneses 1606 - 1607
- Sebastião de Távora 1607 - 1609
- Francisco Miranda Henriques 1609 - 1613
- Gaspar Afonso de Melo 1613 - 1615
- João Caiado de Gambôa 1615 - 1616
- António Pinto da Fonseca 1616
- João da Silva 1616
- João da Silveira 1616 - 1618
- Fradique Lopes de Sousa 1618 - 1620
- Filipe de Sousa 1620?
- Desconegut 1620 - 1624
- Francisco Coutinho 1624 - 1626
- Luis de Mello de Sampaio 1626 - 1629 (mort en el càrrec)
- Gaspar de Mello de Sampaio 1629 - 1630
- Diego de Mello e Castro 1630 - 1633
- Gaspar de Mello de Sampaio (segona vegada) 1633 - 1634
- Álvaro de Castro 1634 - 1636
- Francisco de Sousa de Castro 1636
- Diogo Coutinho Doçem 1636 - 1638
- Manuel de Sousa Coutinho 1638 - 1641

Des de 1616 el govern de Portugal (aleshores sota un rei castellà) va nomenar per Malaca i dependències un capità general, dels que tres van ocupar el càrrec:
- António Pinto da Fonseca 1616 - 1635
- Diogo Coutinho Doçem 1635 - 1637
- Luís Martins de Sousa Chichorro 1637 - 1641

Els descendents del sultà van mantenir l'hostilitat contra els portuguesos. Inicialment es van establir a l'arxipèlag de Riau-Lingga i van atacar Malaca diversos cops. El 1641 al sud de Malaca es va fundar el petit regne de Naning.
Més tard els sultans es van establir a Johore i van col·laborar amb els holandesos contra el portuguesos. Els holandesos manats per Minne Williemson Kaartokoe finalment van ocupar la ciutat de Malaca el 14 de gener de 1641, passant a ser una dependència de Batàvia, des de la que es vigilaven els estrets. Sota els holandesos els malais van poder retornar i en canvi els hindús van perdre la seva posició dominant. Un governador neerlandès designat per la Companyia Holandesa de les Índies Orientals exercia el poder a Malaca i regió; la llista de governador és la següent:
- Jan van Twist 1641 - 1642
- Jeremias van Vliet 1642 - 1645
- Arnout de Vlamingh van Oudtshoorn 1645 - 1646
- Jan Thyszoon Payart 1646 - 1662
- Jan Anthonie van Riebeeck 1662 - 1665
- Balthasar Bort 1665 - 1677
- Jacob Joriszoon Pits 1677 - 1680
- Cornelis van Quaelberg 1680 - 1684
- Nikolaas Schaghen 1684 - 1685
- Francois Tack 1685
- Dirk Coomans 1686
- Thomas Slicher 1686 - 1691
- Dirk Coomans (segona vegada) 1691 - 1692
- Gelmer Vosburgh 1692 - 1696
- Govert van Hoorn 1 de gener de 1697 - 1700
- Bernhard Phoonsen 1700 - 1704
- Johan Grotenhuys (interí) 18 de gener a 22 de maig de 1704
- Karel Bolner 1704 - 1707
- Pieter Rooselaar 1707 - 1709
- Willem Six 1709 - 1711
- Willem Moerman 1711 - 1717 (mort en el càrrec)
- Herman van Suchtelen 1717 - 1727
- Johan Frederik Gobius 1727 - 1730
- Pieter Rochus Pasques de Chavonnes 1731 - 1736
- Roger de Laver 1736 - 1743
- Willem Bernard Albinus 1743 - 1749
- Pieter van Heemskerk 1749 - 1753
- Willem Dekker 1754 - 1758
- David Boelen 1758 - 1764
- Thomas Schippers 1764 - 1772
- Jan Crans 1772 - 1776
- Pierre Jean Louis de Fillietaz 1776
- Pieter Gerardus de Bruijn 1776 - 1788
- Abraham Couperus 1788 - (nominal fins a l'1 de desembre de 1795)

El 15 d'agost de 1795 fou ocupada pels britànics per eviatr que caigués en mans dels francesos. La Formosa fou destruït per evitar que fos utilitzat algun dia pels enemics. El tractat d'Amines del 25 de març de 1802 la va retornar a Holanda, però mai no fou implementat i els britànics la van continuar posseint, i el governador holandès designat, Willem Jacob Cranssen, no va poder prendre possessió. En aquest temps els britànics hi van nomenar residents, la llista dels quals és:
- Archibald Brown 1795 (administració interina)
- Thomas Parr 1795 - 1796
- Richard Tolson 1796 - 1797
- David Campbell 1797 - 1798
- Aldwell Taylor 1798 - 1803
- William Farquhar 1803 - 1818

Acabada la guerra a Europa els britànics la van retornar als holandesos el 21 de setembre de 1818 i es van tornar a nomenar governadors holandesos.
- Jan Samuel Timmermann Thijssen 1818 - 1822
- Adriaan Koek (interí) 1822 - 1824
- Hendrik Stephanus van Son 1824 - 9 Apr 1825

Però pel tractat anglo-holandès de 1824 fou cedida junt amb altres possessions als britànics, que a canvi van cedir Benkulen i altres possessions a Sumatra als holandesos. El 9 d'abril de 1825 fou declarada possessió colonial britànica i nomenat el primer conseller resident, i el 14 d'agost de 1826 declarada part de les Colònies de l'Estret. La llista del residents consellers és la següent:
- Walter Sewell Cracroft 1825
- John James Erskine (interí) 1825
- Thomas Dolman Lloyd-Davies 1825 - 1826
- Edward Presgrave 1826
- Robert Ibbetson 1826
- William Gordon Mackenzie 1826
- Samuel Garling 1826 - 1841
- William Thomas Lewis (actuant per Garling) 1838 - 1841
- James William Salmond 1841 - 1846
- Thomas Church (actuant per Salmond) 184? - 184?
- William Thomas Lewis (segona vegada, actuant per Salomond) 1843 - 1844
- Charles Hugh Lushington (actuant per Salmond) 1845 - 1846
- William Thomas Lewis (tercera vegada) 1846 - 1847
- Edmund Augustus Blundell 1847 - 1849
- Ilay Ferrier 1849 - 1854
- William Thomas Lewis (quarta vegada) 1854 - 1855
- Henry Stuart Man 1855 - 1857
- Ronald MacPherson 1857 - 1859
- Frederick Lyon Playfair 1859 - 1860
- James Burn 1860 - 1861
- Frederick Lyon Playfair (segona vegada) 1861 - 1864
- James Burn (segona vegada) 1864 - 1867

El 1832 va morir el maharajà Datuk Abdul Saiyid de Naning i els britànics van annexionar l'estat al seu territori de Malaca. Les Colònies del'Estret foren separades del govern de l'Índia Britànica l'1 d'abril de 1867 i Malaca fou constituïda en dependència directe de l'Oficina Colonial (colònia de la corona). El governador britànic mantingué el títol de conseller resident, ja que Malaca depenia del governador de Singapur. Els residents consellers (residents sense més del 1910 al 1921) foren:
- Frederick Lyon Playfair (tercera vegada) 1867
- William Wellington Cairns 1867 - 1869
- Edward Wingfield Shaw 1869 - 1879
- Charles John Irving 1879 - 1883
- Dudley Francis Amelius Hervey 1883 - 1894
- Charles Walter Sneyd-Kynnersley 1 de gener de 1895 - 1897
- Arthur Philip Talbot 1897 - 1898
- James Kortright Birch 1898 - 1904
- Frederick Gordon Penny 1904
- Robert Norman Bland 1 de gener de 1905 - 1906
- William Evans 1906 - 1910 (interñi fins al 17 de febrer de 1907, després titular)
- Ralph Scott 1909 - 1910 (actuant per Evans fins al 8 de febrer de 1919, després titular)
- Littleton Edward Pipe-Wolferstan 1910 - 1911
- Hayes Marriott (interí) 1911 - 1912
- Littleton Edward Pipe-Wolferstan (segona vegada) 1912 - 1914
- Walter Cecil Michell (interí) 1914 - 1915
- No consta 24 de desembre de 1915 - 26 de juliol de 1918
- Bernard Nunn (interí) 26 de juliol a 27 d'agost de 1918
- No consta 27 d'agost de 1918 - 31 de desembre de 1919
- Littleton Edward Pipe-Wolferstan (tercera vegada) 1 de gener de 1919 - 1919
- Bernard Nunn (segona vegada, interí) 5 de marça a 21 de juny de 1919
- Littleton Edward Pipe-Wolferstan (quarta vegada) 1919 - 1920
- Ralph Scott (interí) 1920 - 1921
- Littleton Edward Pipe-Wolferstan (cinquena vegada) 1921 - 1922
- William Langham-Carter 1922 - 1925 (interí fins al 26 de maig de 1922, després titular)
- John Vivian Gottlieb Mills (actuant per Langham-Carter) desembre de 1923
- Ralph Scott 1925 - 1926
- Norman David Mudie (interí) 9 de maig a 9 de juny de 1926
- Meadows Frost 1926 - 1927
- Charles Francis Joseph Green (interí) 1927 - 1928
- Bertram Walter Elles 1928 - 1930
- Cecil Harry George Clarke (interí) 6 a 10 d'abril de 1930
- Bryan Stagg Walton (actuant per Clarke) 1930 - 1931
- William Miles Millington 1931 - 1932
- Cecil Harry George Clarke (interí, segona vegada) 1932 - 1933
- William Miles Millington 1933 - 1934
- James Startin Wills Arthur 20 de febrer a 25 de novembre de 1934
- George William Bryant 1935 - 1936
- George Rognvald Sykes (interí) 1936 - 1937
- George William Bryant (segona vegada) 1937 - 1939
- William Sydenham Ebden 1939 - 1941
- William Cecil Taylor (interí) 1941

El 15 de gener de 1942 els japoneses van ocupar Malaca i hi van restar fins al 12 de setembre de 1945. Hi va haver tres governadors militars japonesos:
- Ken Tsurumi 1942 - 1944
- H. Hosei 1944
- Takeo Kinukawa 1944 - 1945

Amb la restauració de l'administració britànica es va fer càrrec dels afers els més vell dels oficials civils, Harold Arthur Lee Luckham, i l'1 d'abril de 1946 Malaca va passar a formar part de la Unió Malaia; poc després Lee Luckham era substituït pel primer d'una nova sèrie de consellers residents, fins a la independència de la Federació Malaia el 31 d'agost de 1957:
- Edward Victor Grace Day 1946 - 1947
- John Falconer 1947 - 1949
- W.C. Taylor febrer a octubre de 1949
- George Evans Cameron Wisdom 1949 - 1954
- J.E.M. Cave (actuant per Wisdom) gener a abril de 1952
- Harold George Hammett (actuant per Wisdom) abril a octubre de 1952
- F.R.C. Fowle (interí) agost a setembre de 1954
- Harold George Hammett 1954 - 1957
- Maurice John Hayward (actuant per Hammett) 1956 - 1957

Dins la Federació Malaia, el territori de Malaca, que no tenia sulta, va tenir com a cap d'estat a governadors designats i el govern fou dirigit per caps ministres (Ketua Menteri). La llista dels governadors és la següent:
- Tun Leong Yew Koh 1957 - 1959
- Tun Abdul Malik bin Yusuf 1959 - 1971
- Tun Abdul Aziz bin Abdul Majid 1971 - 1975
- Tun Syed Zahiruddin bin Syed Hassan 1975 - 1984
- Tan Sri (des de 1987 rebé el tractament de Tun en lloc de Tan Sri) Syed Ahmad Shahabuddin 1984 - 2004
- Tun Mohd Khalil bin Yaakob 2004 -

Els ministres en cap han estat sempre del hegèmonic partit dretà UMNO; els que han ocupat el càrrec són:
- Datuk Kurnia Jasa Othman bin Talib 1957 - 1959
- Abdul Ghafar Baba 1959 - 1967
- Datuk Talib bin Karim 1967 - 1972
- Datuk Setia Abdul Ghani Ali 1972 - 1978
- Mohd Adib Adam 1978 - 1982
- Rahim Thamby Chik 1982 - 1994 (des de 1983, Dato Rahim Thamby Chik; des de 1984, Datuk Seri Rahim Thamby Chik; des de 1990, Tan Sri Rahim Thamby Chik)
- Datuk (des de 1995 Datuk Sri) Mohd Zin Abdul Ghani 1994 - 1997 (interí fins al 2 de desembre de 1994, després titular)
- Datuk Abu Zahar Isnin 1997 - 1999
- Datuk Wira (des de 2001 Datuk Seri) Mohd Ali Rustam 1999 - 2013
- Datuk Seri Idris Haron 2013 -